# Термінал ЗПГ Танхльїн
Термінал ЗПГ Танхльїн – інфраструктурний комплекс для прийому зрідженого природного газу (ЗПГ) у М'янмі. 
У 2010-х роках М'янма стикнулась із суттєвим дефіцитом електроенергії. Для покриття останнього почали створювати нові генеруючі майданчики, проте стагнація внутрішнього видобутку блакитного палива стримувала їх розвиток. Враховуючи зазначене, з’явились проекти імпорту зрідженого природного газу, першим (та станом на 2022 рік єдиним) реалізованим з-поміж яких виявився проект китайських компаній China National Technical Import and Export Corporation та VPower Group, що створили спільне підприємство CNTIC VPower. Угоду про створення терміналу поблизу найбільшого міста країни Янгону підписали в 2019-му з тією умовою, що об’єкт запрацює вже у літньому сезоні 2020 року.[джерело?]
Враховуючи періодичні потужні шторми біля м’янмарського узбережжя, термінал вирішили розмістити на річці Янгон приблизно за 25 км вище від її впадіння у Андаманське море. Водночас, це накладало обмеження іншого типу, оскільки у певні сезони глибина Янгону не перевищує 6 метрів, що не дозволяє заходити сюди великим ЗПГ-танкерам. Як наслідок, для терміналу обрали схему із наземною регазифікаційною установкою, ошвартованим поруч плавучим сховищем та малим ЗПГ-танкером, який би доправляв партії зрідженого газу в режимі човникових рейсів. Наземна установка здатна обробляти від 150 м3 до 350 м3 ЗПГ на годину.[джерело?]
Враховуючи стислі строки реалізації проекту, термінал спершу ввели в дію за тимчасовою схемо. У травні 2020-го до М’янми прибув з вантажем ЗПГ малий танкер CNTIC VPower Global (об’єм резервуарів 28 тис м3), який ошвартували біля тимчасової платформи. В червні до узбережжя країни дістався великий ЗПГ-танкер Golar Kelvin, між яким та CNTIC VPower Global почали виконувати човникові рейси малі танкери Surya Aki та Coral Forcata. Певний час Golar Kelvin знаходився в затоці Мартабан, проте на початку липня перейшов набагато південніше та став у Малаккській протоці неподалік від Сінгапуру. Після повного розвантаження Golar Kelvin з новою великою партією ЗПГ прибув танкер Methane Alison Victoria, який поставили у Андаманському морі, але в архіпелазі М’єй (приблизно п’ять сотень кілометрів від Янгону), де були прийнятні умови для перебування під час штормів. 
Тим часом тривало спорудження постійного причалу, а у листопаді 2020-го власник терміналу отримав від верфі головне плавуче сховище CNTIC VPower Energy (об’єм резервуарів 126 тис м3). Не пізніше початку 2021-го воно вже було на місці служби, а CNTIC VPower Global перейшов до виконання основної функції човникового танкеру. При цьому для виконання функції «великого» танкеру зафрахували судно Vasant 1, яке взагалі-то є плавучою установкою зі зберігання та регазифікації ЗПГ, проте через затримку із запуском індійського терміналу у Джафрабаді було вимушене тимчасово працювати як звичайний ЗПГ-танкер.[джерело?]
Зі сховища зріджений газ перекачують на берег по трубопроводу діаметром 500 мм. Після регазифікації[прояснити] ресурс спрямовують на дві створені за єдиним проектом із терміналом електростанції – розташовану поруч ТЕС Танхльїн та споруджену в межах міста Янгон ТЕС Такета. До останньої блакитне паливо транспортується з використанням існуючого трубопроводу, який колись проклали для подачі газу у індустріальну зону Танхльїн, а тепер реверсували.
Втім, найбільшим споживачем повинна була стати третя запланована до спорудження електростанція – ТЕС Тілава (Thilawa) з показником у 1250 МВт. Також існували плани перевантажувати ЗПГ з CNTIC VPower Energy на малі судна для подальшого транспортування углиб країни водними шляхами.
Втім, практична реалізація планів стрілась із серйозними проблемами. На початку 2021-го у М’янмі стався військовий заколот, що призвело до погіршення економічної ситуації та валютної кризи. Як наслідок, у липні того ж року термінал був змушений припинити роботу через неможливість закупівлі ЗПГ (хоча ТЕС Танхльїн продовжувала продукувати 50 МВт, необхідних для охолодження наявного ЗПГ). Власники терміналу, які потрапили у скрутне становище із обслуговуванням залучених кредитів, намагались знайти нестандартний вихід із ситуації. Так, в 2022 році вони звертались до уряду М’янми із проханням забезпечити поставки ЗПГ із Росії, яка нібито хотіла вести перемовини з цього питання лише з владою країни.